# IRONCAD
IRONCAD（アイアン・キャド）とは、アメリカ合衆国ジョージア州アトランタに所在するIronCAD, LLC.が開発する製造業向け三次元CADソフトウェアである。日本総代理店は株式会社クリエイティブマシンである。

## 概要
海外のCAD専門誌Cadalystにおいて、様々な面における評価で、すべてAランクであるという評価が出ている。

## 特徴
三次元CADソフトウェアで唯一ACISと、Parasolidの2つのモデリングカーネルを搭載している。